# Erik Tohvri
Erik Tohvri (bürgerlicher Name Hans-Erik Laansalu, * 22. März 1933 in Rakvere; † 12. Juni 2020) war ein estnischer Schriftsteller.

## Leben
Tohvri ging in Rakvere zur Schule und absolvierte von 1947 bis 1951 eine Ausbildung zum Elektroingenieur in Tallinn. In diesem Beruf war er bis zu seiner Pensionierung 1998 in verschiedenen Stellungen tätig. Erik Tohvri war seit 2005 Mitglied des Estnischen Schriftstellerverbands.

## Werk
Tohvri beteiligte sich Anfang der 1960er-Jahre an Literaturwettbewerben und publizierte einzelne Novellen in der Zeitschrift Looming. Außerdem schrieb er einige Hörspiele und Filmdrehbücher, ferner Humoresken und Satiren, die ebenfalls in Zeitschriften, beispielsweise in Pikker, erschienen.
Mit dem Schreiben von Romanen begann Tohvri nach seiner Pensionierung. In rascher Folge legte er zahlreiche Romane und Romanzyklen vor, die ihn Anfang des 21. Jahrhunderts zu einem der meistgelesenen Autoren in Estland machten. Die Kritik lobte seine Werke verhalten, hob ihren Realismus hervor und zog bisweilen sogar Vergleiche zu Tammsaare. Der Autor stehe für die „Würde des kleinen Mannes“, der Aufbau seiner Geschichte sei „einfach und klar, ein Lob auf ein natur- und menschenverbundenes Leben.“ Andererseits fehlen auch sehr kritische Stimmen nicht, wenn sich ein Rezensent am Ende fragt: „Sind wir wieder da, wo wir vor anderthalb Jahrhunderten waren?“
Seine Popularität verdankte der Autor seinen eigenen Worten zufolge dem Umstand, dass er „Literatur für einfache Leute“ geschrieben habe. „Die erste Stufe der Treppe, die zum Gipfel führt, und das ist leicht zu lesen. Es ist eine andere Frage, ob alle Leser überhaupt zur Spitzenliteratur gelangen wollen.“

## Auszeichnungen
- 2006 Anton-Hansen-Tammsaare-Preis der Gemeinde Albu

## Bibliografie
- Majad jõe ääres ('Die Häuser am Fluss'). Tallinn: Olion 2001. 254 S.
- Kollaste lehtede aegu ('Zur Zeit der gelben Blätter'). Tallinn: Varrak 2002. 399 S.
- Kaksikelu ('Das Doppelleben'). Tallinn: Eesti Raamat 2003. 317 S.
- Lummetallatud rada ('Der in den Schnee getrampelte Pfad'). Tallinn: Varrak 2003. 302 S.
- Kasevälja [Ortsname]. Tallinn: Varrak 2003. 262 S.
- Tants läbi rukki ('Tanz durch den Roggen'). Tallinn: Varrak 2003. 229 S.
- Lepavere mõis ('Das Gut Lepavere'). Tallinn: Varrak 2004. 278 S.
- Elutöö ('Lebenswerk'). Tallinn: Varrak 2004. 247 S.
- Kodumaja ('Das Zuhause'). Tallinn: Varrak 2004. 223 S.
- Kaldaliiva ('In den Ufersand'). Tallinn: Varrak 2005. 244 S.
- Äravalitu ('Der Erwählte'). Tallinn: Varrak 2005. 358 S.
- Äravalitu. Teine raamat ('Der Erwählte. Zweites Buch'). Tallinn: Varrak 2005. 303 S.
- Sügisvalgus ('Herbstlicht'). Tallinn: Varrak 2005. 251 S.
- Peeglikillud. Meenutusi elust ja kirjutatust 1933–2006 ('Spiegelsplitter. Erinnerungen an das Leben und das Geschriebene, 1933–2006'). Tallinn: Varrak 2006. 279 S.
- Tuisune talv ('Stürmischer Wind'). Tallinn: Varrak 2006. 247 S.
- Arglik kevad ('Schüchterner Frühling'). Tallinn: Varrak 2006. 245 S.
- Mürgiliblikas ('Der Giftschmetterling'). Tallinn: Varrak 2007. 236 S.
- Rannal õitseb kibuvits ('Am Strand blüht die Heckenrose'). Tallinn: Varrak 2008. 212 S.
- Kodutute küla I–IV ('Das Dorf der Heimatlosen I–IV'). Tallinn: Varrak 2008–2009. 359 + 358 + 212 + 348 S.
- Laenatud rõõmud ('Geliehene Freuden'). Tallinn: Varrak 2010. 261 S.
- E-armastus ('E-Liebe'). Tallinn: Varrak 2011. 222 S.
- Naabrid ('Nachbarn'). Tallinn: Varrak 2011. 219 S.
- Mere taga ('Hinter dem Meer'). Tallinn: Varrak 2012. 231 S.
- Kaamos ('Polarnacht'). Tallinn: Varrak 2013. 212 S.
- Veel on aega ('Noch ist Zeit'). Tallinn: Varrak 2014. 253 S.
- Ühe katuse all ('Unter einem Dach'). Tallinn: Varrak 2014. 221 S.
- Hingevõlg ('Seelenschuld'). Tallinn: Varrak 2015. 215 S.
- Äri ja armastus ('Geschäft und Liebe'). Keila: Erik Tohvri romaan 2016. 247 S.
- Irdabielu ('Offene Ehe'). Keila: Erik Tohvri romaan 2016. 267 S.
- Sõbrad ja hallikirju koerake ('Die Freunde und der grau gefleckte Hund'). Keila: Erik Tohvri romaan 2017. 278 S.
- Laanekuru saaga. Lühiproosat läbi aegade ('Die Saga von Laanekuru. Kurzprosaauslese'). Keila: Erik Tohvri romaan 2018. 255 S.
- Elupõletajad ('Die Wüstlinge'). Keila: Erik Tohvri romaan 2019. 200 S.